# Обелиск на скърбящата майка и седемте отлитащи птици
Обелискът на скърбящата майка и седемте отлитащи птици (на руски: Обелиск скорбящая мать и семь улетающих птиц) е мемориал на седмината братя Газданови, който се намира се в село Дзуарикау в Алагирски район на Република Северна Осетия – Алания.
Поатроен е от страната на магистралата Владикавказ – Алагир. Автор на паметника е известният осетински скулптор Сергей Павлович Санакоев.
Обелискът е издигнат в родното село на братята през 1963 г. Той представлява ято от седем жерава, които са насочени в полет към небето. Скърбящата жена, изобразена в основата на паметника, символизира майката на седемте братя Газданови – Тасо.
Седемте братя Газданови отиват на фронта веднага след мобилизацията, но загиват в битки по време на Великата отечествена война. Хасанбег загива в Беларус, Махарбек край Москва, Созрико в Киев, Шамил е смъртоносно ранен в Латвия, Дзарахмат умира в Новоросийск, а Магомед и Хаджисмел край Севастопол. Възрастта на момчетата на Газданов изглежда така: 34, 30, 29, 28, 26, 24 и 17 години.
Градските власти на Северна Осетия и старейшините на селото взимат решение да се построи паметник на техните герои. Паметникът е открит в родното им село Дзуарикау. Днес паметникът посреща своите гости, които искат да отдадат почит на братята.

## Паметен надпис
| „ | Семи братям Газдановым, героям павших в боях за Родину в Великой Отечественной войне 1941 – 1945 г.г. | “ |

В основата на обелиска е положена и табела, в която е издълбано стихотворение от осетинския поет Феликс Цаликов, носител на орден „Во славу Осетии“.

## В изкуството
По някои сведения, вдъхновението от посещението на паметното място дава повод на Расул Гамзатов да напише стихотворението „Журавли“ посветено на Обелиска на скърбящата майка и седемте отлитащи птици, построен през 1963 г.